# Luke Rockhold
Luke Skyler Rockhold, född 17 oktober 1984 i Santa Cruz, är en amerikansk MMA-utövare som sedan 2013 tävlar i organisationen Ultimate Fighting Championship där han mellan december 2015 och juni 2016 var mästare i mellanvikt. Rockhold tävlade tidigare i Strikeforce där han var mellanviktsmästare och försvarade titeln två gånger till dess att Strikeforce införlivades i UFC 2013. Han är även en driven surfare, skatebordare, och modell som har jobbat på New York Fasion Week och är Ralph Laurens nya ansikte för deras "Polo Blue" doft.

## Tävlingsfacit
| Resultat | Facit | Motståndare      | Metod                         | Evenemang                               | Datum             | Rond | Tid  | Plats                     | Notering                               |
| -------- | ----- | ---------------- | ----------------------------- | --------------------------------------- | ----------------- | ---- | ---- | ------------------------- | -------------------------------------- |
| Förlust  | 16–5  | Jan Błachowicz   | KO (slag)                     | UFC 239                                 | 6 juli 2019       | 2    | 1:39 | Las Vegas, NV, USA        | Lätt tungviktsdebut                    |
| Förlust  | 16–4  | Yoel Romero      | KO (slag)                     | UFC 221                                 | 11 februari 2018  | 3    | 1:48 | Perth, Australien         | Interimtitelmatch i mellanvikt.        |
| Vinst    | 16–3  | David Branch     | TKO (slag)                    | UFC Fight Night: Rockhold vs. Branch    | 16 september 2017 | 2    | 4:05 | Pittsburgh, PN, USA       |                                        |
| Förlust  | 15–3  | Michael Bisping  | KO (slag)                     | UFC 199                                 | 4 juni 2016       | 1    | 3:36 | Inglewood, CA, USA        | Förlorade titeln i mellanvikt.         |
| Vinst    | 15–2  | Chris Weidman    | TKO (slag)                    | UFC 194                                 | 12 december 2015  | 4    | 3:12 | Las Vegas, NV, USA        | Blev UFC-mästare i mellanvikt.         |
| Vinst    | 14–2  | Lyoto Machida    | Submission (rear-naked choke) | UFC on Fox: Machida vs. Rockhold        | 18 april 2015     | 2    | 2:31 | Newark, NJ, USA           |                                        |
| Vinst    | 13–2  | Michael Bisping  | Submission (giljotin)         | UFC Fight Night: Rockhold vs. Bisping   | 7 november 2014   | 2    | 0:57 | Sydney, Australien        |                                        |
| Vinst    | 12–2  | Tim Boetsch      | Submission (kimura)           | UFC 172                                 | 26 april 2014     | 1    | 2:08 | Baltimore, MD, USA        |                                        |
| Vinst    | 11–2  | Costas Philippou | TKO (spark)                   | UFC Fight Night: Rockhold vs. Philippou | 15 januari 2014   | 1    | 2:31 | Duluth, GA, USA           |                                        |
| Förlust  | 10–2  | Vitor Belfort    | KO (spark och slag)           | UFC on FX: Belfort vs. Rockhold         | 18 maj 2013       | 1    | 2:32 | Jaraguá do Sul, Brasilien |                                        |
| Vinst    | 10–1  | Tim Kennedy      | Domslut (enhälligt)           | Strikeforce: Rockhold vs. Kennedy       | 14 juli 2012      | 5    | 5:00 | Portland, OR, USA         | Försvarade titeln i mellanvikt.        |
| Vinst    | 9–1   | Keith Jardine    | TKO (slag)                    | Strikeforce: Rockhold vs. Jardine       | 7 januari 2012    | 1    | 4:26 | Las Vegas, NV, USA        | Försvarade titeln i mellanvikt.        |
| Vinst    | 8–1   | Ronaldo Souza    | Domslut (enhälligt)           | Strikeforce: Barnett vs. Kharitonov     | 10 september 2011 | 5    | 5:00 | Cincinnati, OH, USA       | Blev Strikeforce-mästare i mellanvikt. |
| Vinst    | 7–1   | Paul Bradley     | TKO (knä)                     | Strikeforce Challengers 6               | 26 februari 2010  | 1    | 2:24 | San Jose, CA, USA         |                                        |
| Vinst    | 6–1   | Jesse Taylor     | Submission (rear-naked choke) | Strikeforce Challengers 4               | 6 november 2009   | 1    | 3:42 | Fresno, CA, USA           |                                        |
| Vinst    | 5–1   | Cory Devela      | Submission (rear-naked choke) | Strikeforce Challengers 2               | 19 juni 2009      | 1    | 0:30 | Kent, WA, USA             |                                        |
| Vinst    | 4–1   | Buck Meredith    | Submission (rear-naked choke) | Strikeforce: Shamrock vs. Diaz          | 11 april 2009     | 1    | 4:07 | San Jose, CA, USA         |                                        |
| Vinst    | 3–1   | Nik Theotikos    | Submission (rear-naked choke) | Strikeforce: Destruction                | 21 november 2008  | 1    | 3:06 | San Jose, CA, USA         |                                        |
| Vinst    | 2–1   | Josh Neal        | TKO (slag)                    | Strikeforce: Young Guns II              | 1 februari 2008   | 1    | 1:49 | San Jose, CA, USA         |                                        |
| Förlust  | 1–1   | Tony Rubalcava   | TKO (slag)                    | MotM – Melee on the Mountain            | 6 november 2007   | 1    | 2:46 | Friant, CA, USA           |                                        |
| Vinst    | 1–0   | Mike Martinez    | Submission (armbar)           | MotM – Melee on the Mountain            | 24 juli 2007      | 1    | 2:44 | Friant, CA, USA           |                                        |